# Sarah Progin-Theuerkauf
Sarah Progin-Theuerkauf (* 16. Juni 1978 in Bad Neuenahr-Ahrweiler) ist eine Schweizer Rechtswissenschaftlerin.

## Leben
Von 1997 bis 2003 studierte sie als  Stipendiatin der Konrad-Adenauer-Stiftung Rechtswissenschaften an den Universitäten Bonn und Freiburg im Üechtland und absolvierte juristische Praktika in Los Angeles, Genf und Düsseldorf. Von 2006 bis 2008 absolvierte sie das Rechtsreferendariat in Krefeld, Düsseldorf, Bonn und Bangkok. Seit 2009 ist sie Professorin für Europarecht und europäisches Migrationsrecht an der Universität Freiburg im Üechtland.

## Schriften (Auswahl)
- Parteiverbote und die Europäische Menschenrechtskonvention. Analyse der Rechtsprechung des Europäischen Gerichtshofes für Menschenrechte unter Berücksichtigung der Rolle politischer Parteien in Europa. Zürich 2006, ISBN 3-7255-5272-X.
- mit Astrid Epiney, Annekathrin Meier und Bernhard Hofstötter: Schweizerisches Datenschutzrecht vor europa- und völkerrechtlichen Herausforderungen. Zur rechtlichen Tragweite der europa- und völkerrechtlichen Vorgaben und ihren Implikationen für die Schweiz. Zürich 2007, ISBN 3-7255-5469-2.
- mit Andrea Egbuna-Joss: Europäisches Asylrecht. Rechtsrahmen und Funktionsweise. Bern 2019, ISBN 3-7272-1042-7.
- mit Tobias Phan: Droit européen de l'asile. Bern 2020, ISBN 978-3-7272-1663-3.